# Рагби 13 репрезентација Колумбије
Рагби 13 репрезентација Колумбије представља Републику Колумбију  у екипном, колизионом спорту, рагбију 13.
Колумбија је тренутно 45. на светској рагби 13 ранг листи. Боје дреса, шорца и чарапа су жута, плава и црвена. 
Рагби 13 репрезентација Колумбије до сада није учествовала, на Светском првенству. 
Тринаестичари Колумбије се такмиче у Јужноамеричком првенству у рагбију 13.
Символ колумбијског рагбија 13 је птица кондор.
Колумбија до сада није играла против Србије у рагбију 13.

## Историја рагбија 13 у Републици Колумбији
Рагби 13 се појавио у Колумбији 2016. 
Прву историјску утакмицу, тринаестичари Колумбије су одиграли у Лос Анхелесу, у Чилеу, у оквиру Латиноамеричког првенства у рагбију 13, против селекције Аргентине у новембру 2017. Резултат је тада био убедљивих 36-6 за Аргентину.
Највећу победу Колумбијци су остварили над Бразилом, 22-18, у Лос Анхелесу, у Чилеу, 18.11.2017.
Најтежи пораз у рагбију 13, Колумбијци су доживели, од Бразила, 52-14, у Сау Паулу. 

### Учинак рагби 13 репрезентације Републике Колумбије
| Противник   | Одиграно утакмица | Победа Колумбије | Нерешено | Пораз Колумбије |
| ----------- | ----------------- | ---------------- | -------- | --------------- |
| Аргентина   | 2                 | 0                | 0        | 2               |
| Бразил      | 2                 | 1                | 0        | 1               |
| Ел Салвадор | 1                 | 0                | 0        | 1               |
| Индија      | 1                 | 0                | 0        | 1               |
| Уругвај     | 1                 | 1                | 0        | 0               |

| Одиграно утакмица | Победа Колумбије | Нерешено | Пораз Колумбије |
| ----------------- | ---------------- | -------- | --------------- |
| 7                 | 2                | 0        | 5               |

### Резултати рагби 13 репрезентације Републике Колумбије
- Аргентина  - Колумбија  36-6, Лос Анхелес, 17.11.2017.
- Колумбија  - Бразил  22-18, Лос Анхелес, 18.11.2017.
- Колумбија  - Ел Салвадор  10-48, Бризбејн, 20.10.2018.
- Бразил  - Колумбија  54-12, Сао Паоло, 23.11.2018.
- Колумбија  - Аргентина  16-28, Сао Паоло, 24.11.2018.
- Колумбија  - Индија  16-30, Бризбејн, 14.7.2019.
- Колумбија  - Уругвај  48-18, Бризбејн, 9.11.2019.

## Тренутни састав рагби 13 репрезентације Републике Колубије
- Игнасијо Манзано
- Дијего Жил Вејерано
- Милтон Москера
- Елвер Родригез
- Хосе Васкез
- Николас Перико Даза
- Данијел Сармијенто - капитен
- Хуан Давид Еспињал
- Себастијан Мартинез
- Данијел Рикард
- Данијел Меја
- Себастијан Меја Хименез
- Брајан Мансила
- Стивен Оспитиа
- Лујис Ромеро
- Хосе Ривера
- Адријен Овиједо